# Столлінгс (Північна Кароліна)
Столлінгс (англ. Stallings) — місто (англ. town) в США, в округах Юніон і Мекленберг штату Північна Кароліна. Населення — 16 112 особи (2020).

## Географія
Столлінгс розташований за координатами 35°6′37″ пн. ш. 80°39′36″ зх. д. / 35.11028° пн. ш. 80.66000° зх. д. (35.110273, -80.660136).  За даними Бюро перепису населення США в 2010 році місто мало площу 20,64 км², з яких 20,48 км² — суходіл та 0,15 км² — водойми.

## Демографія
Згідно з переписом 2010 року, у місті мешкала 13 831 особа в 5096 домогосподарствах у складі 3977 родин. Густота населення становила 670 осіб/км².  Було 5310 помешкань (257/км²).
Расовий склад населення:
| - 88,3 % — білих - 5,6 % — чорних або афроамериканців - 2,3 % — азіатів - 0,5 % — корінних американців - 1,7 % — осіб інших рас |

До двох чи більше рас належало 1,6 %. Частка іспаномовних становила 5,8 % від усіх жителів.
За віковим діапазоном населення розподілялося таким чином: 27,7 % — особи молодші 18 років, 61,9 % — особи у віці 18—64 років, 10,4 % — особи у віці 65 років та старші. Медіана віку мешканця становила 38,4 року. На 100 осіб жіночої статі у місті припадало 93,8 чоловіків;  на 100 жінок у віці від 18 років та старших — 89,8 чоловіків також старших 18 років.
Середній дохід на одне домашнє господарство  становив 91 139 доларів США (медіана — 78 891), а середній дохід на одну сім'ю — 100 490 доларів (медіана — 89 890). Медіана доходів становила 66 912 долари для чоловіків та 40 628 доларів для жінок. За межею бідності перебувало 7,3 % осіб, у тому числі 7,5 % дітей у віці до 18 років та 8,1 % осіб у віці 65 років та старших.
Цивільне працевлаштоване населення становило 7362 особи. Основні галузі зайнятості: освіта, охорона здоров'я та соціальна допомога — 23,4 %, фінанси, страхування та нерухомість — 14,6 %, роздрібна торгівля — 12,9 %.